# Troyer (Adelsgeschlecht)

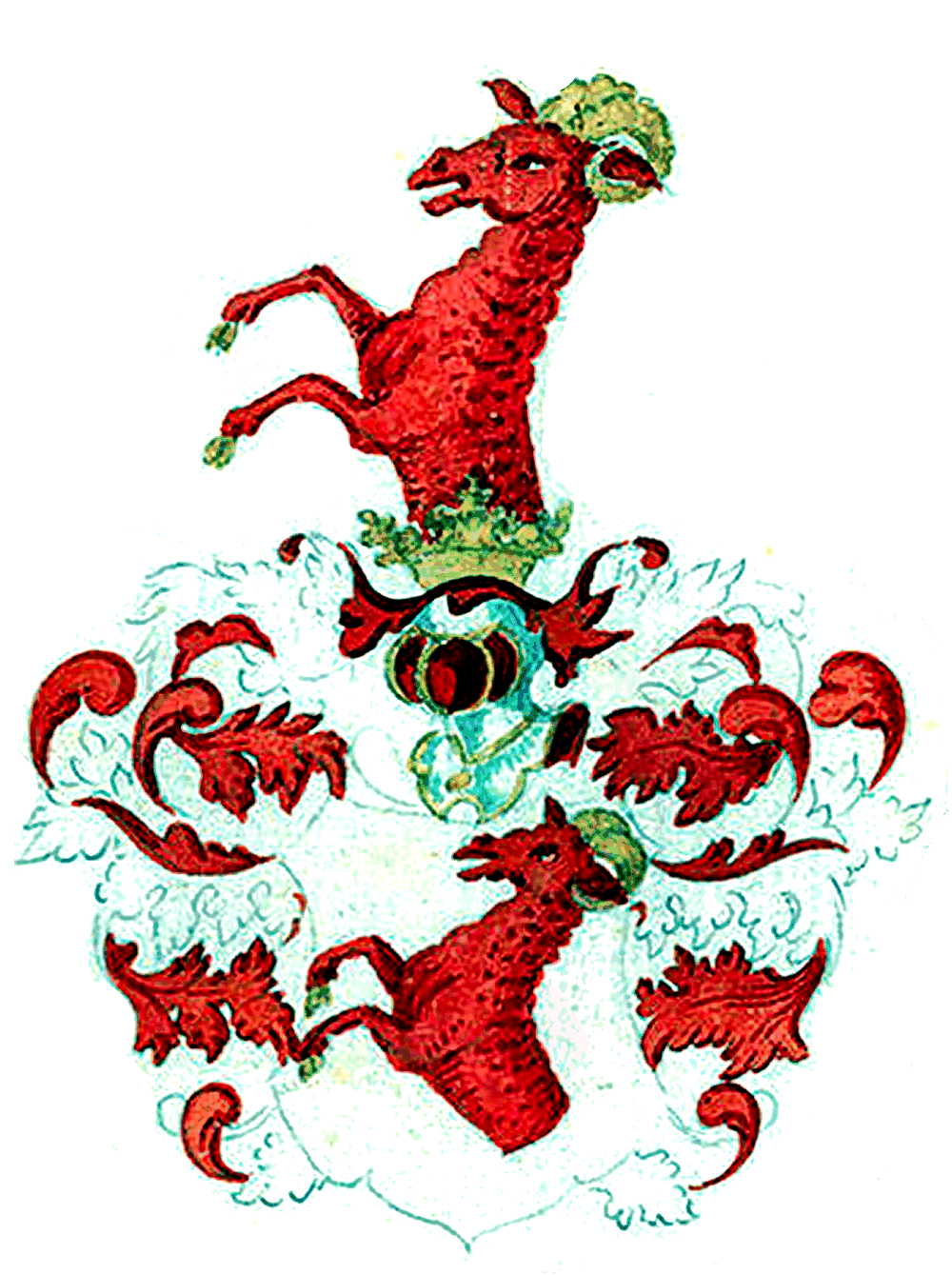
Stammwappen der Troyer

Die Troyer (auch Droyer) ist der Name eines alten Adelsgeschlechts. Alle Linien der Troyer führen das alte Wappen mit dem Widder als Wappenfigur, einige verzweigten sich auch nach Krain, Kärnten, Mähren, Böhmen und Ungarn. Sie gehören auch zu den Tiroler Adelsgeschlechtern, die bereits Ende des 13. Jahrhunderts urkundlich erwähnt wurden. Am 24. Dezember 1546 wurden vier Brüder von Karl V. in den Adelsstand erhoben. Die Troyer von Gießbach wurden 1671 in den Freiherrenstand und 1697 in den Grafenstand erhoben. 

## Geschichte

### Ursprung
Das Geschlecht der Troyer stammt aus Luxemburg (früher Lützelburg), wo August Kilian Troyer vorkommt. Er starb um 1286 in Arles (Südfrankreich). Sein Sohn, Arbogast August starb um 1343 in Heidelberg und war mit Ursula von Eringer, einer Patriziertochter aus Augsburg, vermählt. Deren Sohn, Leonhard August, geb. in Luxemburg, war Hauptmann der Leibgarde des Königs Ruprecht und starb 1385 in Regensburg. Er war mit der Tirolerin Regina von Kripp-Prunnberg (gest. 1409), Tochter des Heinrich (II.) von Kripp, vermählt.
Georg, Sohn des Leonhard August, lebte um 1384 in Regensburg (St. Emmerau) und hatte Anna Frosch von Froschner, Tochter des Burgherrn Frosch, zur Gattin. Georgs Sohn, Heinrich Troyer, geb. 1380, war mit Kordula von Tenn (Salzburg) verehelicht und soll bei einer Feuersbrunst den Tod gefunden haben. Sein Sohn Kaspar Troyer zeichnete sich in den Kriegen 1429–1460 aus, seine Gattin war Margarete Anna von Han-Hanberg (Bruneck). Kaspar wurde im Jahre 1462 meuchlings erschlagen. Leonhard von Troyer, Sohn des Kaspar, lebte um 1466 in St. Moritz (Taufers im Pustertale) und hatte als Ehefrau die Juliana Ellinger von Ellingen.

### Die Troyer von Kitzbühel
Ein Zweig der Troyer (Droyer) zog nach Kitzbühel, wo der spätere Kaiser Maximilian I. am 29. Oktober 1491 seinem Stück-Hauptmann Hieronymus Troyer, Bürger von Kitzbühel (1478), das Wappen (Widder) besserte.
In Kitzbühel ehelichte Balthasar Troyer das Edelfräulein Öder von Kapfsberg (Salzburg).
Wir finden ferner in Kitzbühel mit dem Troyerschen Widder-Wappen:
- Balthasar, Bürgermeister (1473) von Kitzbühel,
  - Ursula Troyer, Tochter des Balthasar, Gattin des Pankratz (II.) von Kripp-Freudeneck (1483), Stadtrichter von Hall,
  - Hans Troyer, Sohn des Balthasar, Bürger sowie Land- und Stadtrichter sowie Bürgermeister (1479/1497?) von Kitzbühel (1484–1512),
    - Anna Troyer, Tochter des Balthasar, Gattin des Gilg Fronhammer, Zöllner zu Wasserburg.

Der Kitzbüheler Zweig der Troyer ist erloschen.
Christian von Troyer, der Vater der vier Brüder, heiratete um 1514 Magdalena von Kurz zum Thurn, Tochter des Ludwig Ulrich von Kurz aus Niederdorf nahe bei Aufkirchen. Er erwarb dort den Turm und Hof des erloschenen Geschlechtes der Wulfinger von Aufkirchen, aus dem seine Schwiegermutter stammte. Der Edelsitz Troyer in Aufkirchen wurde zum Stammsitz der Troyer von Aufkirchen.
Die vier Brüder Balthasar, Kaspar, Christof und Johann von Troyer, Söhne des Christian, zogen unter Kaiser Karl V. um 1542 in den Krieg gegen die Türken und erhielten für ihre Tapferkeit am 24. Dezember 1546 den Adelsstand. Um die Nachkommen voneinander zu unterscheiden, nahm jeder der Brüder ein anderes Adelsprädikat an:
- Balthasar von Troyer „zu Thurn und Niederdorf“,
- Kaspar von Troyer „zu Aufkirchen“,
- Christof von Troyer „zu Gießbach“,
- Johann von Troyer zu Ansheim.

Und begründeten so die verschiedenen Linien. Im Laufe der Jahrhunderte nahmen die noch lebenden Mitglieder alle Prädikate, auch die der erloschenen Linien, an. Alle Troyer-Linien führen das alte Widder-Wappen. Einige Zweige zogen nach Krain, Kärnten, Mähren, Böhmen (Inkolat 23. November 1754) und Ungarn, doch sollen hier nur die Tiroler Linien Erwähnung finden.

### Die Troyer von Ansheim
Hans (I.) von Troyer, Sohn des Christian, zog nach Klausen, wo er die Veronika von Ettenhart, Tochter des Jobst (Jodok) von Ettenhart und der Katharina Magdalena von Flamm ehelichte. Um 1546 erwarb er den Ansitz Ansheim bei Klausen und wurde der Begründer der Ansheimer Linie, die seit der Adelung (24. Dezember 1546) nun das Prädikat „von Ansheim“ führte. Im Jahre 1600 brachte Hans den Ansitz Gremsen von der Gießbacher Linie der Troyer an sich und nannte sich fortab auch „von Gremsen.“
A1. Paul von Troyer, Sohn des Hans (I.), war 1624 Oberstleutnant und in erster Ehe mit Helene von Taxis, Tochter des Wilhelm von Taxis und der Anna von Fieger-Hirschberg, in zweiter Ehe mit Maria Susanna von Fieger-Hirschberg, Tochter des Georg Ludwig von Fieger und der Anna Maria von Taxis, also vierfach versippt, vermählt.
B1. Sein Sohn Johann Georg († 1684) war erzherzoglicher Rat und Pfleger von Michaelsburg. Er starb 1684, seine Gattin war Apollonia von Fieger-Friedberg († 1646), Tochter des Andreas von Fieger. Aus deren Ehe stammten fünf Kinder bei deren Taufe sich Kaiser Leopold I. durch den Hauptmann Adam von Mörl vertreten ließ.
C1. Paul Andreas, Sohn des Johann Georg, (* 6. Oktober 1662; † 31. Mai 1718 in Ansheim) war Geheimer Rat, Hof-Vizekanzler und Amtsverwalter im Kriegsjahre 1703. Als er am 20. Juni 1703 wegen des Herannahens der Feinde flüchtete, geriet sein Wagen unweit des Brenners mit vielem Tafelsilber und anderen Kostbarkeiten in die Hände des über die Flucht der hohen Beamten aufgebrachten Landsturmes. Troyer wurde ganz ausgeplündert. In die Nähe von Bruneck gelangt, fand er plötzlich drei wichtige Schreiben in seiner Tasche, worin die Bischöfe von Trient und Brixen sowie der Landeshauptmann von Tirol aufgefordert wurden, sich dem feindlichen bayrischen Kurfürsten zu unterwerfen. Paul Andreas starb am 31. Mai 1718 in Ansheim; er war am 19. März 1698 mit seinem Bruder Karl Zyriak in den Adelsstand erhoben worden??. Sein Grabstein befindet sich heute noch im Chor der Pfarrkirche zu Klausen.
A2. Hans (II.), Sohn des Hans (I.), (* 1563; 1. Oktober 1641 in St. Georgen), war Pfleger in Rodeneck, Steuereinnehmer an der Etsch und starb am 1. Oktober 1641 in St. Georgen. Er war in erster Ehe (3. Juni 1596) mit Katharina von Mörl-Mühlen, in zweiter Ehe (1606) mit Margarete von Recordin († 14. November 1648 in St. Georgen), Tochter des Felix von Recordin, vermählt. Seine Kinder waren
B1. Fortunat (* 1611, † 25. August 1707 in Neustift) war 1668 Pfarrer in Kiens, seit 2. März 1678 (bis 1707) Propst von Neustift, Historiker und starb, 96 Jahre alt, am 25. August 1707 in Neustift.
B2. Johann Jakob von Troyer-Ansheim, (* ; † 22. September 1669 in Brixen) wurde am 31. Oktober 1639 Stadtpfarrer von Brixen, besaß 1621 den Ansitz Schwarzegg am Ritten, verzichtete im Jahre 1654 auf sein kirchliches Amt, um in ein Kloster einzutreten, welchen Plan er aber wieder aufgab. Er wurde Pfarrer in Matrei am Brenner, 1655 Pfarrer in Taufers, bewarb sich 1657 wieder um das Brixner Stadtpfarramt, das er auch erlangte. Er starb in Brixen am 22. September 1669.
B3. Christof Johann, († 23. Februar 1668 Virgen), war Domherr von Brixen und Pfarrer in Virgen, wo er am 23. Februar 1668 starb. Sein Bruder
B4. Paul von Troyer war der Gemahl eines Edelfräuleins von Enzenberg.
B5. Jakob Christof von Troyer-Ansheim, (* 24. September 1615 in Rodenegg; † 28. Februar 1699 in Bozen) war Pfleger in Heinfels und Anführer der Pustertaler 1703. Er war der Gatte von
1. Maria Lanser von Moos, († 18. Juni 1655),
2. Elisabeth Reuperg-Ehrenhausen, (* 7. Juni 1625 in Brixen; † 12. Mai 1659 in Bozen), Heirat 27. Juni 1656
3. Susanne von Keßler-Boimundt († 16. Oktober 1690).
Jakob Christof von Troyer starb am 28. Februar 1699 in Bozen.
C1. Ignaz Anton von Troyer-Ansheim, Sohn des Jakob Christof, (* 22. September 1657 in Bozen; † 1. November 1733 in Bozen), ehelichte am 21. Jänner 1698 Anna Katharina von Prunner-Hirschprunn in Bozen. Deren Tochter Maria Josefa Elisabeth von Troyer, (* 4. Juli 1722 in Lengmoos; † 14. Dezember 1803 in Bozen), war die Gattin des Johann Josef von Giovanelli (1715–1787) ständischen General-Referenten.

### Die Troyer von Aufkirchen und Thurn
Aufkirchen ist ein kleines Dorf, westlich von Toblach, am Abhange des Radsberges.
Der Edelsitz "Troyer" in Aufkirchen, war der Stammsitz der Troyer von Aufkirchen. Christian von Troyer hatte um 1514 Magdalena von Kurz zum Thurn, Tochter des Ludwig Ulrich von Kurz aus Niederdorf zum Eheweib genommen. Er erwarb dort den Turm und Hof des erloschenen Geschlechtes der Wulfinger von Aufkirchen, aus dem seine Schwiegermutter stammte.
Von den genannten vier Söhnen blieb der 1546 geadelte Kaspar in Aufkirchen und begründete die Aufkirchner Linie der Troyer, die heute noch blüht. Er war mit Kordula von Preu vermählt.
A1. Kaspar (II.), Sohn von Kaspar (I.), starb 1640, dessen Bruder Johann von Troyer begründete die ungarische Linie der Troyer (siehe unten Troyer von Stampfen).
B1. Adam von Troyer, (* 1600), dessen Sohn
C1. Jakob († 1694).
C2. Johann Bapt. von Troyer, (* 1624; † 18. Mai 1687 in Wien) wurde Domherr in Wien, war seit 1658 Chorherr in Innichen und starb als Dom-Kustos des St. Stefans-Domes am 18. Mai 1687 in Wien, wo er im Dome bestattet wurde.
D1. Tobias, Sohn des Jakob, war mit Ursula von Ingram, Tochter des Paul von Ingram und der Felizitas von Hebenstreit, vermählt.
E1. Seine Tochter, Maria Ursula (* 1687 in Latzfons, † 5. Jänner 1764 in Gais), ehelichte am 19. April 1712 in Gais den Johann Franz Christof von Mörl (* 1692, † 11. Mai 1744 in Gais).
D2. Bartlmä, ein Bruder des Tobias, war der Gatte der Sara Atzwanger.
- Johann Kassian Kaspar von Troyer († 9. November 1719 in Innichen) war 1676–1683 Pfarrer in Sillian und Chorherr in Innichen; er starb in Innichen am 9. November 1719. Ein Epitaph in der Franziskanerkirche in Innichen erinnert heute noch an ihn.
- Johann Bapt. Kaspar von Troyer, (* 1677; † 10. Juli 1762) war 1702 Kurat in Winnebach, 1717 Pfarrer in Niederdorf, 1725 Pfarrer in Innichen, wo er am 10. Juli 1762 als Chorherr und Stiftssenior starb.

E2. Johann Paul von Troyer, Sohn des Tobias, († 1711) übernahm den väterlichen Hof "Mair in Viersch", ehemals ein fürstbisch. Brixner Küchenmaierhof, der einst im Besitze des Hans Leonhard (I.) von Klebelsberg († um 1645) stand. Klebelsberg war seit 1619 mit Johanna von Troyer-Gießbach († um 1630), einer Tochter des Christof von Troyer-Gießbach, vermählt. Dieser Hof blieb dann bis 1879 bei der Familie Troyer. Johann Paul von Troyer starb 1711. Er renovierte die von seinem Vater Tobias 1722 erbaute Kapelle in Viersch.
F1. Franz Paul von Troyer, Sohn des Johann Paul, war mit Maria Anna von Braitenberg (* 4. Juni 1737; † 1783), Tochter des Johann von Baitenberg und der Ita von Grustner-Grußdorf, vermählt. Sein Sohn
G1. Josef Troyer starb 1821.
H1. Josef Ignaz Kassian von Troyer (* 14. August 1782 in Viersch bei Latzfons; † 3. April 1866 in Oberpettnau, Bezirk Tels im Oberinntal), Sohn des 1821 verstorbenen Josef, hatte seit dem 21. August 1810 die Antonia von Aichner-Paschbach (* 10. Mai 1786 in Gufidaun, † 12. August 1837 in Viersch) zur Ehegattin. Er ist der Stammvater der heute noch blühenden Troyer von Aufkirchen. Im Jahre 1819 war er Hauptmann der Latzfonser Schützen und im Jahre 1819 Landtagsabgeordneter des Überetscher Viertels. Von seinen 11 Kindern hatte nur der jüngste Sohn,
- Philipp von Troyer (+ 20. Mai 1831 in Viersch; † 7. März 1913 in Kaltern), Gemeindearzt in Kaltern, männliche Nachkommen. Philipp war seit 24. Februar 1862 mit Franziska von Braitenberg (* 1834 Bozen; † 2. Februar 1917 in Kaltern) verehelicht.

Felix von Troyer, "Maier von Viersch", (* 20. November 1819 Viersch; † 7. April 1873 ebenda), vermählt sich am 2. Mai 1850 in Lajen mit Louise von Ingram (* 24. Dezember 1815 in Rovereto; † 18. August 1882 in Oberpettnau). Deren Tochter, Louise, (* 16. März 1856 in Viersch), ehelichte den bekannten Tiroler Geschichtsschreiber Josef Egger, (* 16. August 1839 in St. Pankratz; † 19. Juni 1903 in Innsbruck). Louise Egger geb. Troyer starb am 26. Juni 1945 in Kitzbühel.
- Josef von Troyer-Aufkirchen, Sohn des Philipp, (* 13. Dezember 1862), zog nach Linz a. D., wurde dort Zahnarzt und blieb fortab in Oberösterreich. Sein Sohn Philipp, geb. 20. Februar 1895, wurde ebenfalls Zahnarzt in Linz. Sein Bruder Erwin von Troyer, geb. 15. Jänner 1904, war Chirurg in Linz, wo er 1938 mit Hinterlassung eines Sohnes Erwin starb.

### Die Troyer von Gießbach
Christof von Troyer, Sohn des Christian, und der Magdalena von Kurz zum Turn, war Gardehauptmann des Kaisers Karl V. und Botschaftsrat in Konstantinopel (1546). Später wurde er Pfleger von Taufers und erwarb im Jahre 1542 den Edelsitz Gremsen, der im Jahre 1534 aus Tirol ausgewanderten Herren von Gremsen, sowie den Edelsitz Gießbach im Dorf St. Georgen bei Bruneck, Pfarre Gais. Seit dem 6. Februar 1564 führte er von diesen Edelsitzen die Prädikate. Christof war in erster Ehe mit Elisabeth von Winkelhofen, und in zweiter Ehe mit Margarete von Mayrhofen-Koburg, Tochter des Balthasar von Mayrhofen und der Ottilie von Gremsen vermählt. Er war auch Pfleger von Taufers und ist der Begründer der Linie der Troyer von Gießbach.
A1. Zyriak (I.) von Troyer-Gießbach († 1626), diente als Jüngling am Hofe des Königs von Spanien, wurde Pfleger in Taufers und war mit Magdalena von Tavon vermählt. Diese ehelichte nach dem Tode ihres Gatten Christof Friedrich von Freising, Aichach zu Straßfried, wodurch dessen Ansitz Straßfried in Wilten (Leopoldstraße 53) an seinen Stiefsohn Zyriak (II.) gelangte.
A2. Makkabaeus von Troyer, (* 25. März 1602 in Taufers; † 16. Jänner 1615 als Student in Hall), begraben bei den Serviten in Volders, stand im Rufe der Heiligkeit (Ekstat).
A3. P. Ferdinand von Troyer, Sohn des Christof, war Franziskaner, und verfasste eine wertvolle Chronik von Bozen (1648). Er starb als Franziskaner-Definitor am 17. März 1652 in Füssen.
A4. Christof Balthasar von Troyer, war der Gatte der Regina von Tavon, Schwester der mit Zyriak (I.) vermählten Magdalena von Tavon. Nach dem Tode Christof-Balthasars vermählte sich Regina mit Hans Engelhard von Rost-Kehlburg.
B1. Zyriak (II.) Frh. von Troyer-Gießbach, Sohn des Zyriak (I.), (* 3. Oktober 1619 in Gießbach; † 14. Juli 1687 in Wilten), wo heute noch sein rotes Marmor-Relief in einer Seitenkapelle der Wiltener Stiftskirche zu sehen ist, war in erster Ehe mit Anna von Wolfsthurn († 27. Juli 1659), in zweiter Ehe mit Maria Eleonore von Boimundt-Pairsberg († 31. Mai 1705) vermählt. Er wurde am 27. April 1671 in den Freiherrenstand erhoben, war Kämmerer, Geheimer Rat und Kanzler von Tirol (von 1665 bis 1672). Er erlangte am 30. Mai 1656 den Burg Treuenstein (Triwenstein) bei Bozen („Gescheibter Turm“), einst den Edlen von Treuenstein (erloschen 1348) gehörig. Es gab neben dem Schloss Treuenstein noch einen Ansitz Troyenstein. Zyriak änderte nun selbstherrlich das ihm am 29. August 1668 verliehene Prädikat „Treuenstein“ in Troyenstein, im Anklang an seinen Namen, um. Zyriak wurde durch geschickte Bergwerksunternehmungen sehr reich und war ein geistreicher und scharfsinniger Diplomat. Er schrieb viele Briefe an die von ihm verehrte Johanna Maria vom Kreuze (* 1603; † 1673) in Rovereto, eine später seliggesprochene Klarissin und ekstatische Jungfrau. In seinem Ansitz Gießbach ließ er eine schöne Kapelle bauen (1680).
C1. Franz Anton von Troyer-Gießbach, Zyriak (II.) einziger Sohn, (* 10. Februar 1652, † 1. Oktober 1712), war in erster Ehe (10. September 1674) mit Maria Elisabeth von Furtenbach († 21. Oktober 1694), in zweiter Ehe mit Maria von Strauß (Witwe Schmid von Wellenberg), in dritter Ehe (15. April 1697) mit Maria Maximiliana Freifrau von Teuffenbach (*. 25. April 1660; † 21. Jänner 1706) vermählt. Er war Kämmerer, Regierungspräsident (1703), und von 1694 bis 1706 oö. Regimentskanzler, ferner Geheimer Rat. Am 22. Oktober 1697 wurde er in den Grafenstand erhoben. Seit 1674 besaß er die Burg Uttenheim bei Bruneck. Er war Herr von Stein am Ritten, ferner besaßen die Grafen Troyer die Schlösser Klebenstein und Rendelstein bei Bozen.

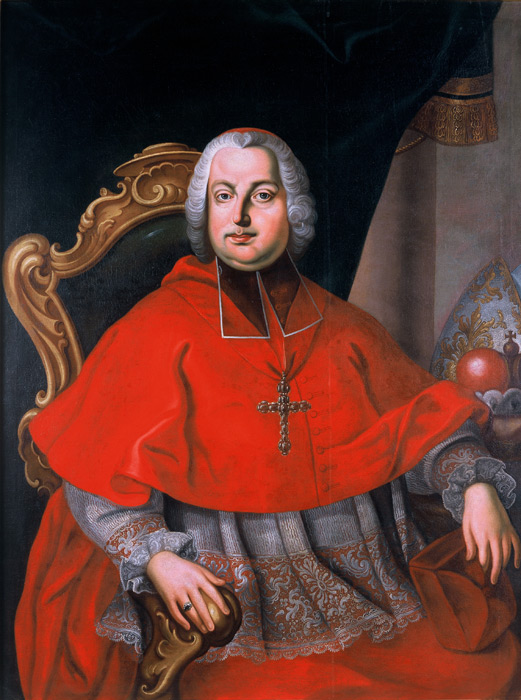
Ferdinand Julius von Troyer (Troyer von Gießbach): Bischof von Olmütz

D1. Ferdinand Julius, Sohn des Grafen Franz Anton, aus dessen dritter Ehe, (* 20. Januar 1698 in Brixen, † 5. Februar 1758 in Olmütz) wurde am 9. Dezember 1755 Erzbischof von Olmütz, am 10. April 1747 Kardinal, im Jahre 1751 Protektor Deutschlands. Da er ständig in Olmütz weilte, ließ er seine Verwandten nach Mähren kommen und verlieh ihnen dort bischöfliche Lehensgüter (Ober-Moschtenitz). Das Jagdschloss Troyerstein (Trojerov) ließ von Ferdinand Julius als Barockbau in Rychtářov im Drahaner Bergland, Tschechien errichten. Er starb am 5. Februar 1758 in Olmütz.
D2. Zyriak (III.), Sohn des Franz Anton, (* 15. Mai 1683; † gest. 6. Oktober 1766 in Innsbruck), war mit Maria Antonia Freifrau von Späth vermählt. Franz Antons Sohn, Christof Evarist, (* 16. Oktober 1701;† 11. August 1788) setzte den Stamm fort,
D3. Josef Zyriak, Sohn des Franz Anton, (* 1693; † 6. Juli 1744) war Pfarrer in Lienz und Domherr in Brixen, wo er am 6. Juli 1744 starb.
- Ferdinand Johann Graf Troyer (* 18. Mai 1749, † 27. Oktober 1789) hatte die Gräfin Ernestine von Wallis zur Gattin.
  - Franz Anton, Sohn des Ferdinand Johann, (* 1783; † 19. September 1854) war seit 1810 Kämmerer, Major, Gatte der Gräfin Josefine Fünfkirchen, und starb als letzter männlicher Spross der Linie der Grafen Troyer. Sein einziger Sohn,
    - Rudolf Graf Troyer, (* 9. Oktober 1818; † 13. August 1850 in Meran), war Hauptmann und kurz vor seinem Tode Flügeladjutant des Kaisers. Seine Schwester Konstantia, (* 21. Februar 1816), starb als Kapitularin des adeligen Damenstiftes in Prag und war die letzte weibliche Gräfin Troyer. Die weitere Genealogie der Grafen Troyer findet sich auf einer Stammtafel von Constantin von Wurzbach, die durch das Bozner Geschlechterbuch gut ergänzt werden kann.

Von den weiteren Mitgliedern der gräflichen Familie Troyer, die in den genannten Quellen nicht verzeichnet sind, sind noch bekannt: Rudolf Fortunat Graf Troyer, vermutlich ein Bruder des Kardinals. Er war Domherr in Trient, seit 28. September 1711 Stadtpfarrer in Bozen und Dechant an der Etsch. Er starb am 16. März 1746 in Bozen (Ratsprotokoll).

### Die Troyer von Niederdorf
Balthasar von Troyer, Sohn des Christian von Troyer und der Magdalena von Kurz zum Thurn, vermählte sich mit einer Tochter des Welsberger Gutsbesitzers Balthasar von Waldreich-Ehreport. Er stiftete 1546 die Niederdorfer Linie der Troyer, die, obwohl er drei Söhne, Christian, Jakob und Daniel, hatte, bald erlosch.

### Die Troyer von Paumgarten
Peter von Troyer (* 1497; † 1537), Richter in Schöneck, Sohn des Leonhard und der Juliane von Ellinger, ehelichte um 1520 die Erbtochter Dorothea Prözzle, Tochter des Nikolaus Prözzle, Maiers in Paumgarten († 1510), aus dem Geschlechte der Hohenbühel-Terenten und erlangte hiedurch den Edelsitz Paumgarten in Obervintl. Peter war Abgeordneter am General-Landtage in Innsbruck am 15. Jänner 1518. An der Südseite der Pfarrkirche zu St. Sigmund bei Bruneck befindet sich ein Wandgemälde, darstellend St. Christof in Riesengröße, das 1519 von Peter Troyer gestiftet wurde. Peter, auch "Maier in Gruben" genannt, war 1519–1535 Richter in Schöneck.
Paul Troyer von Paumgarten war Richter in Schöneck und wurde am 20. Juni 1542 in den Adelsstand erhoben (Adelsarchiv Wien), mit dem Prädikate "von Paumgarten". Am 10. August 1596 wurde er in die Tiroler Adelsmatrikel eingetragen. Georg von Troyer erhielt am 13. April 1638 den Adelsstand mit dem Prädikate "von Nagaschick" (bei Villach), wie ein Akt im Wiener Adelsarchiv berichtet. Josef Desiderius von Troyer-Paumgarten, verkaufte 1690 den Edelsitz Paumgarten an seinen Vetter Michael Engel.
Balthasar von Troyer-Paumgarten, seit 1585 (erste Ehe) Gatte der Maria von Rost-Kehlburg, war Kriegshauptmann, Pfleger von Gufidaun und starb 1618. In zweiter Ehe war er mit Katharina von Söll-Teißegg († 6. Oktober 1625 in Niedervintl) vermählt. Sein Marmorgrabstein befindet sich in der Pfarrkirche zu Obervintl.
Jeremias von Troyer-Paumgarten, Sohn des genannten Balthasar, war Viertelhauptmann im Pustertale, Gatte der Sofie von Frölich-Frölichspurg, und starb 1635. Deren Tochter, Anna Barbara von Troyer-Paumgarten ehelichte um 1636 den Jeremias von Mayrhofen-Koburg (geb. 1599).
Josef Anton Christian von Troyer-Paumgarten, (* 1714, † 1749) Sohn des Karl Josef und der Ursula, starb 1749 als Letzter der Linie Troyer von Paumgarten. Von weiblichen Mitgliedern dieser alten, großen, daher genealogisch schwer erfassbaren Familie, kennen wir noch Maria Magdalena von Troyer-Paumgarten († 1665), vermählt mit Doktor Johann Bapt. von Glöggl, und Maria Katharina († 1660), seit 1650 vermählt mit Wilhelm von Schgraffer-Monschein.

### Die Troyer von Stampfen
Johann von Troyer, Sohn des im Jahre 1546 geadelten Kaspar von Troyer und der Kordula von Preu, zog in den Türkenkriegen nach Ungarn, wo er Schlosshauptmann auf dem königlichen Schloss Bibersburg (bei Pressburg) wurde und sich dort mit seiner Familie ansiedelte. Seine Nachkommentafel findet man im „Taschenbuche der adeligen Häuser“ (1890, Brünn), S. 471. Die Letzte dieser ungarischen Linie, Anna von Troyer, geb. 12. April 1836, ehelichte am 28. November 1860 den Tiroler Grafen Alois von Künigl, geb. 28. April 1808, gest. 21. Oktober 1870, Generalmajor, und fand so wieder Verbindung mit der Heimat ihrer Ahnen. Die Troyer hatten schon am 3. April 1593 das ungarische Indigenat (Bürgerrecht) erhalten.

## Weitere Mitglieder der Familie
- Anton Felix Graf Troyer (gest. 6. Juli 1743 in Imst), Dekan von Bruneck (1727), dann von Imst (1738)
- August von Troyer-Aufkirchen, Wegmauteinnehmer in Blumau (1819)
- Daniel von Troyer, Sohn des Balthasar (?), Pfleger von Heimfels (1628)
- Ernst Graf Troyer-Gießbach, Gutsbesitzer in Stein am Ritten (1750)
- Franz von Troyer, Landrichter in Lienz 1665
- Franz von Troyer-Aufkirchen, Gubernialregistrat in Fiume (1847), im Jahre 1866 Bürgermeister von Fiume
- Ignaz Anton von Troyer-Aufkirchen, Sohn des Tobias (?) Gutsbesitzer am Ritten (1699–1715), Hauptmann der städtischen Landmiliz in Brixen (17. Juni 1703)
- Joachim von Troyer-Aufkirchen, Pfleger von Heimfels 1678 (Villgraten)
- Johann von Troyer-Aufkirchen, Hof-Konzipist der Allg. Hofkammer in Wien, 1819
- Josef von Troyer, Postakzessist in Trient 1838
- Josef von Troyer-Ansheim (geb. 1722 in Lengmoos, gest. 1803 Bozen), Gutsbesitzer am Ritten
- Josef von Troyer-Aufkirchen-Monaldini, Stadtrichter von Fiume 1866
- Josef von Troyer-Aufkirchen Kanzlist beim Kollegiatsgericht in Bozen 1819
- Josef Georg von Troyer, Gutsbesitzer des Ansitzes Schwarzegg am Ritten (1734)
- Josef Rudolf von Troyer, Sohn des Ignaz Anton, Pfleger von Völs am Schlern, 1782
- Kaspar von Troyer, Pfleger in Heimfels 1649
- Margarete von Troyer, Priorin von Maria Stein bei Meran (1866)
- Maria Anna von Troyer, Haller Stiftsdame (Wien, 1819–1838)
- Rudolf von Troyer-Aufkirchen, Landrichter in Salurn (1819), Kaltern (1838)

## Wappen
Blasonierung: Das Stammwappen laut Siebmacher zeigt in weißem Schild einen wachsenden, springenden, roten Steinbock mit gelben Hörnern; auf dem Schild ein geschlossener bekrönter Helm mit dem springenden Steinbock, wie im Wappen; die Helmdecken sind rot und weiß.
Das Wappen des Joseph von Troyer (* 1730; † 1820) mit dem typischen Steinbock oder Widder als Wappenfigur auf dem Friedhof in Stupava wird von folgender Grabinschrift begleitet: "Piis Manibus // Spectabilis Perillustris et Generosi Domi... // IOSEPHII TROYER DE AUFKIRCHEN // I. Cottus Poson Tabulae Judiciariae // et // I. Dominii Stomffa Provis... // Nati Idibus Martii MDCCXXX // Denati V. Non. Mart. MDCCCXX // Conjugi Optimo // Elisabetha nata de Sober // F. F. // MDCCCXXVII.". Das Wappen der Antonia von Troyer (* 1823; † 1847) auf dem Friedhof in Stupava ebenfalls mit dem typischen Steinbock oder Widder als Wappenfigur wird von folgender Grabinschrift begleitet: „NEMES AUFKIRCHENI // TROYER ANTONIA // peldas eletenek 24dik évében // jobb ...e sze...derult jó leányuknak // a...tak szütöi // AUFKIRCHENI TROYER LIPOLD // AUFKIRCHENI TROYER TERÉZIA // SZÜLETETT PETÉNYI // ...meki ...eretet elesmere... bús emlékeul született 1823ki Junius 27kén // elhunyt 1847ki Január 13kén“. 

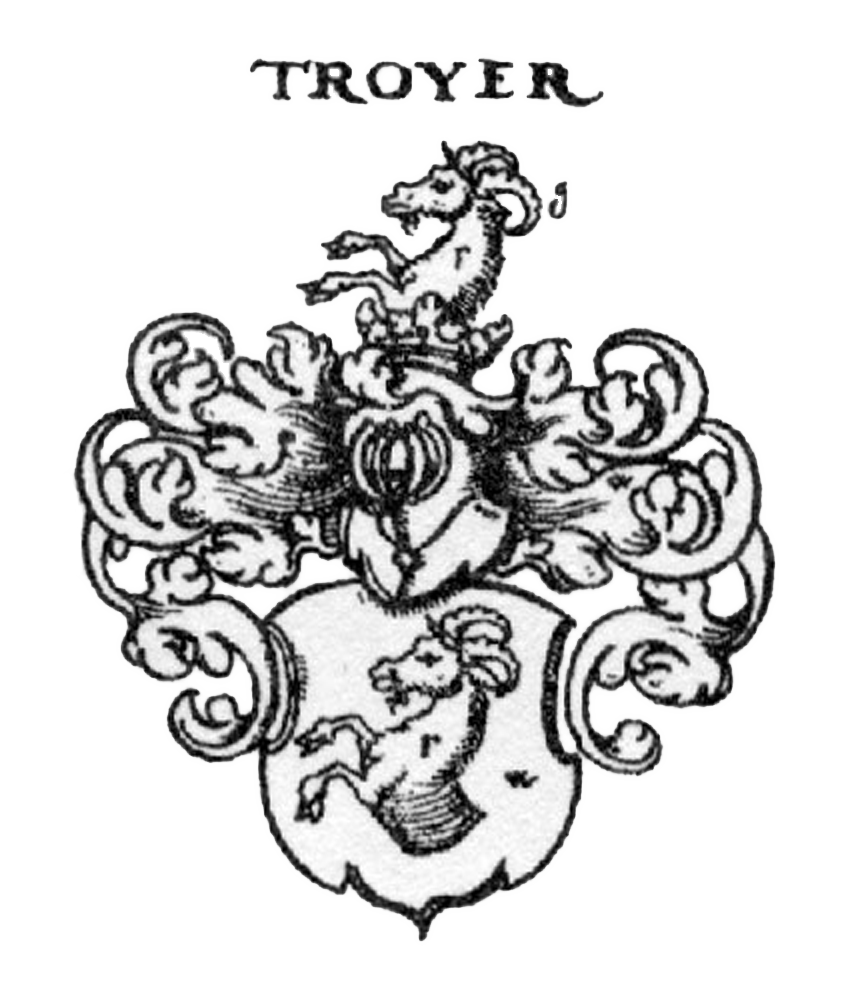
Stammwappen der Troyer, nach Siebmacher
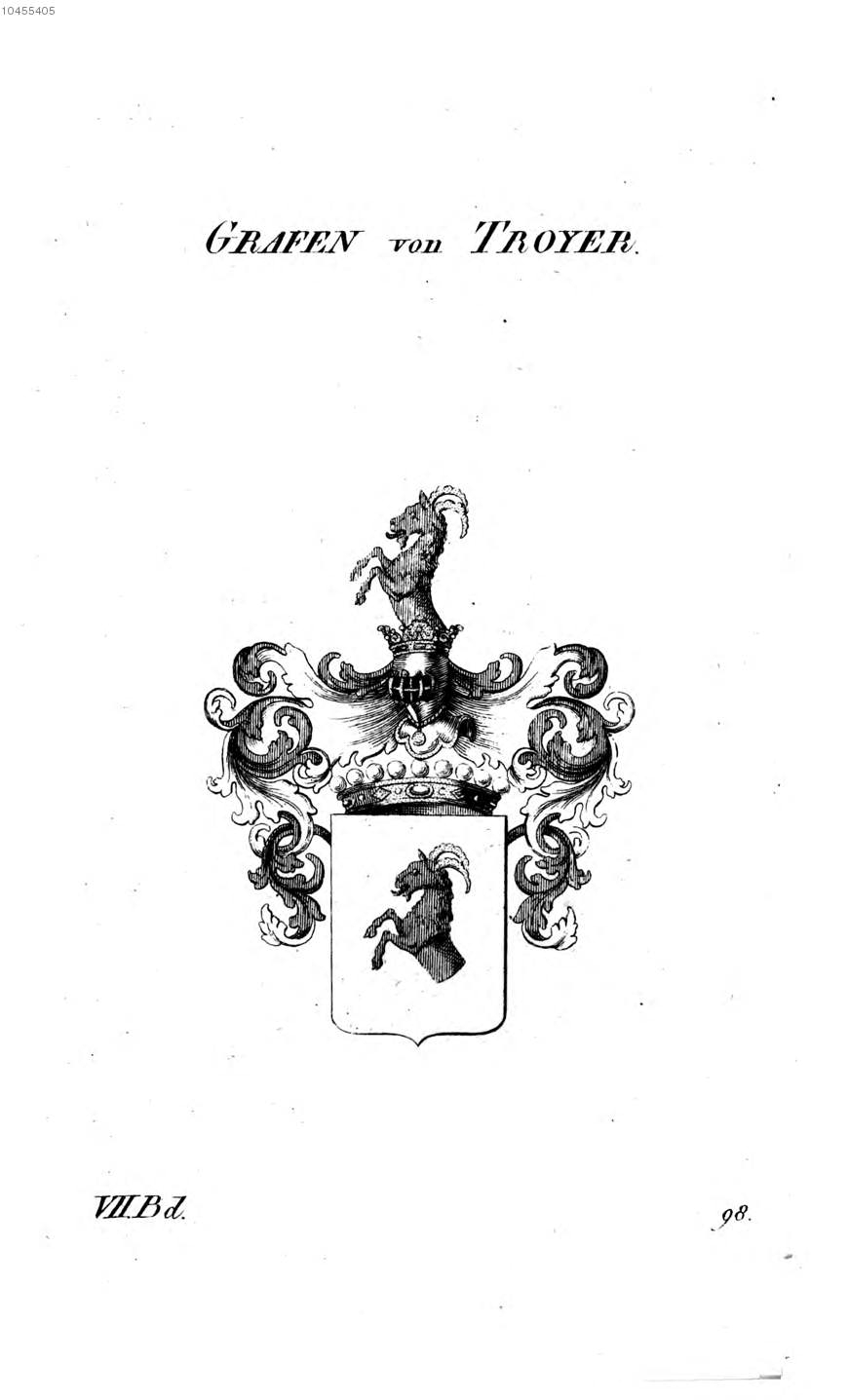
Stammwappen der Grafen von Troyer, nach Tyroff
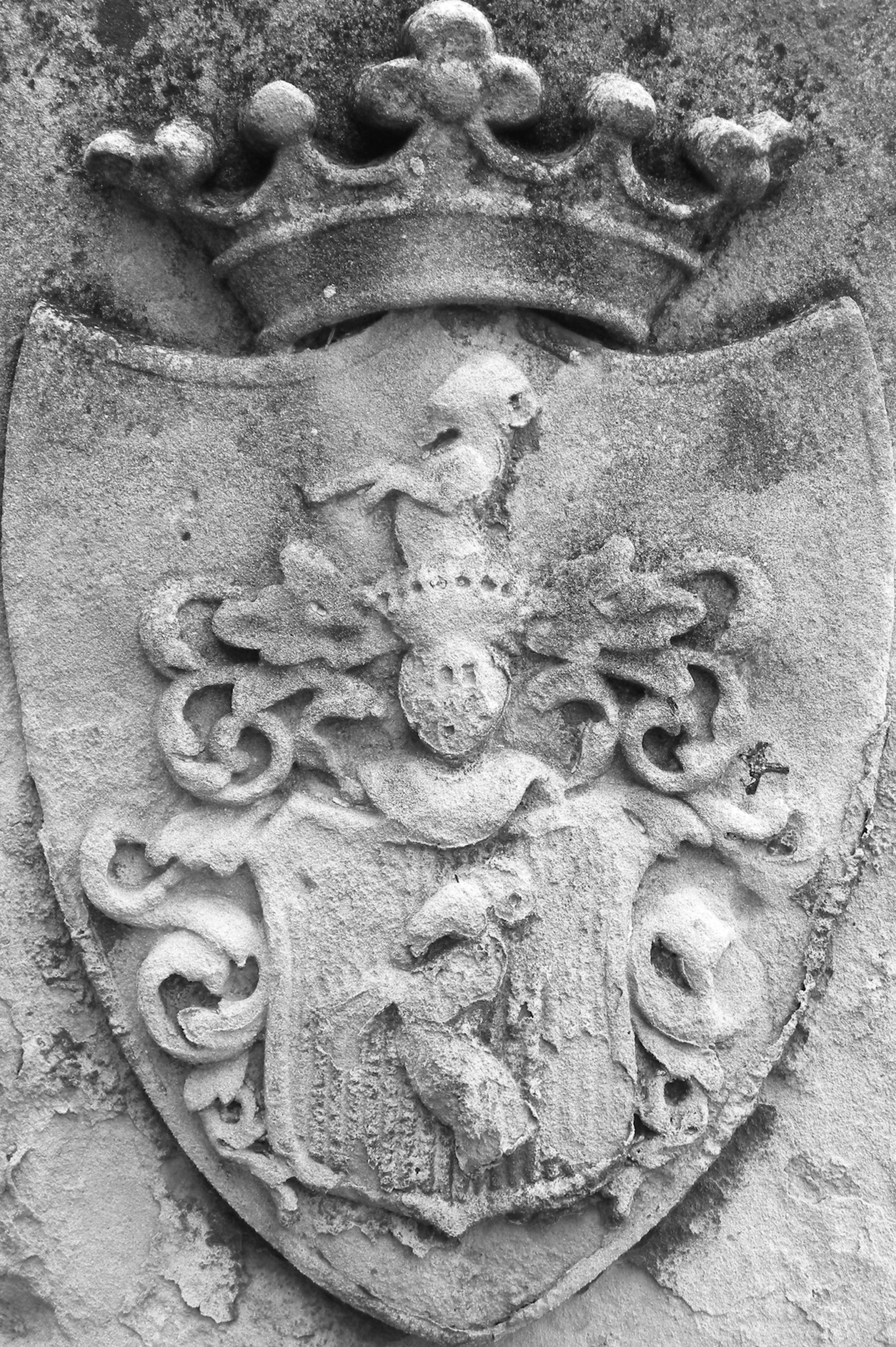
Wappen des Joseph von Troyer (* 1730; † 1820), gekrönt, Friedhof Stupava
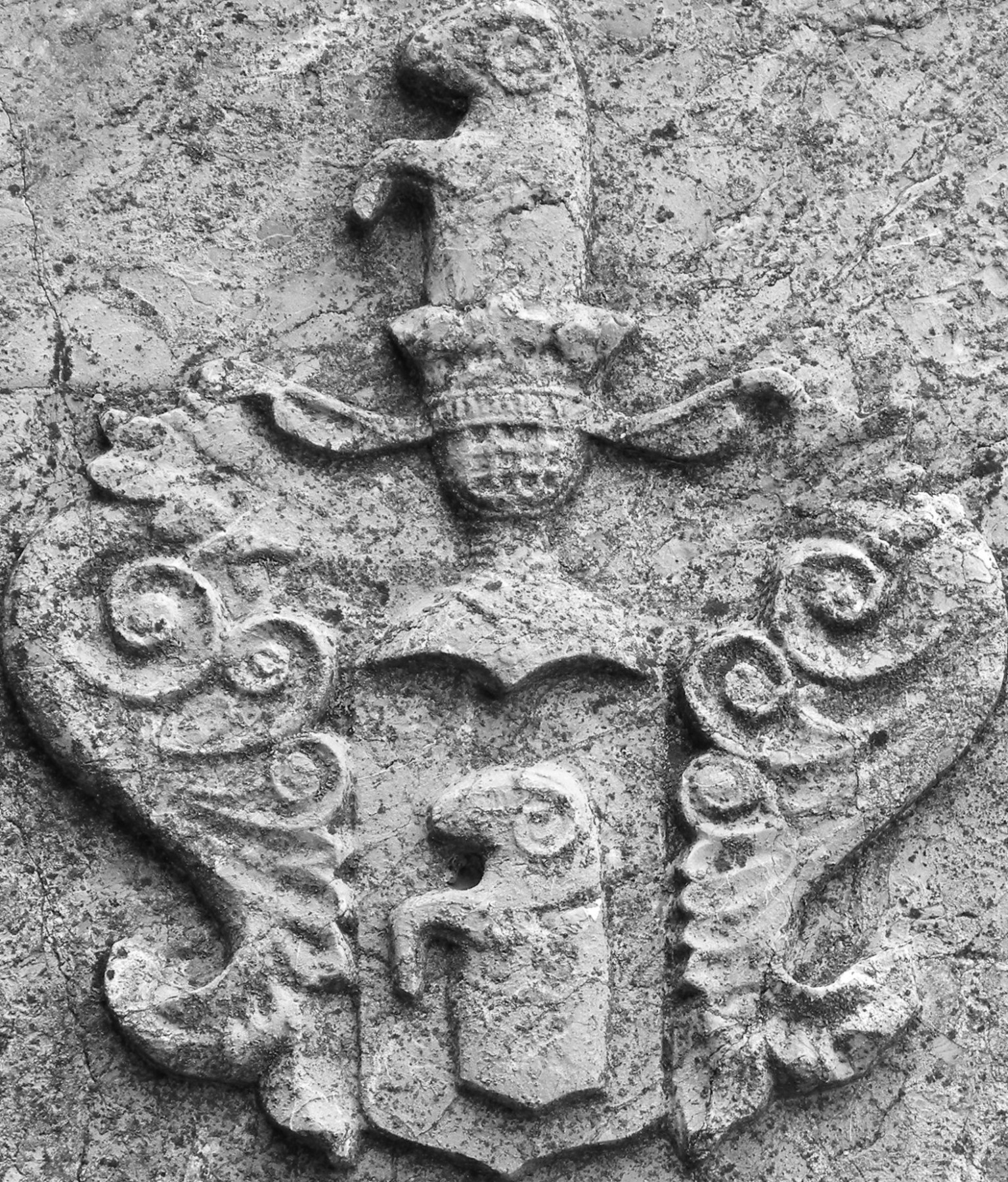
Wappen der Antonia von Troyer (* 1823; † 1847), Friedhof in Stupava
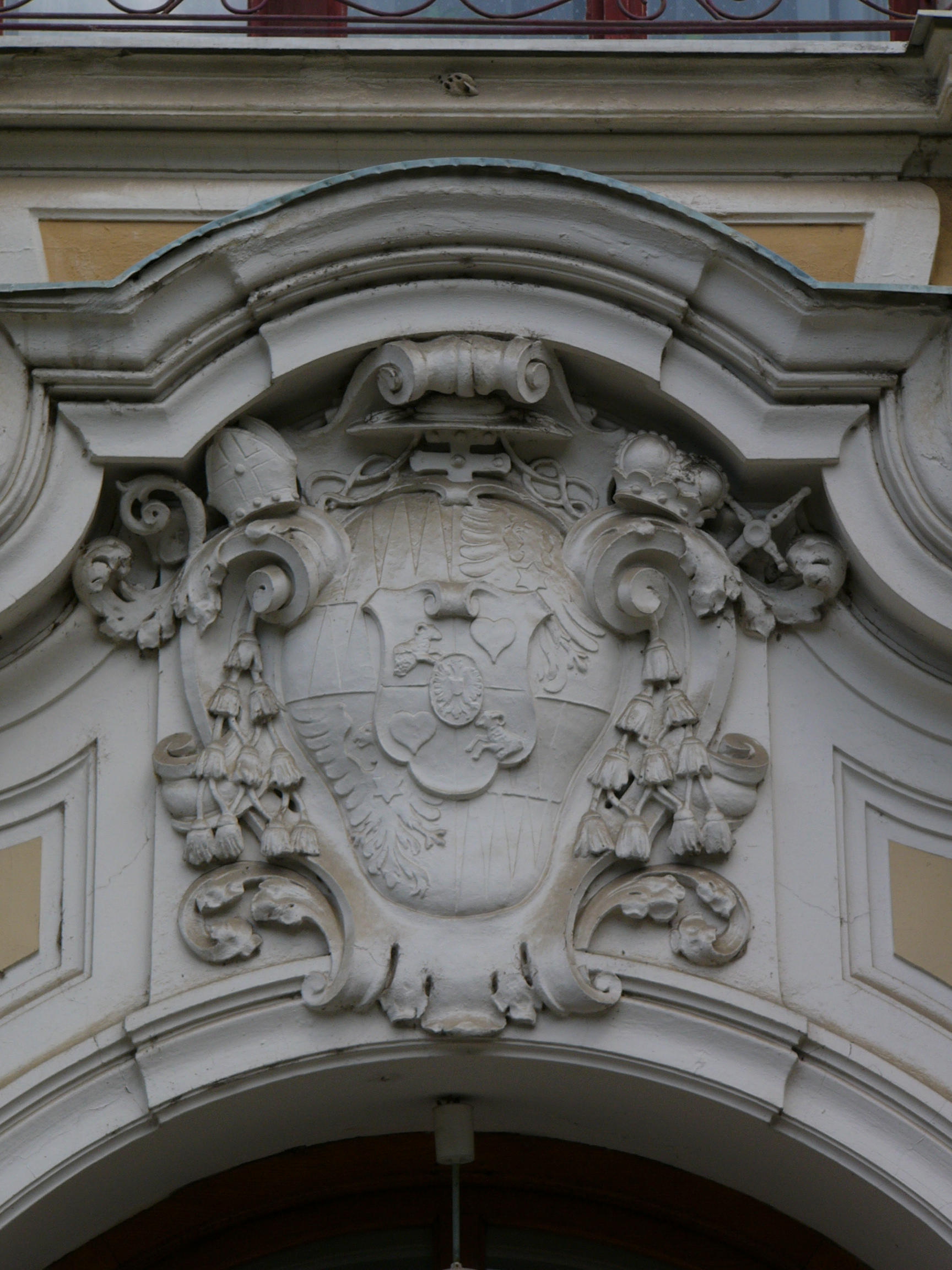
Gemehrtes Wappen des Ferdinand Julius von Troyer (Troyer von Gießbach): Bischof von Olmütz
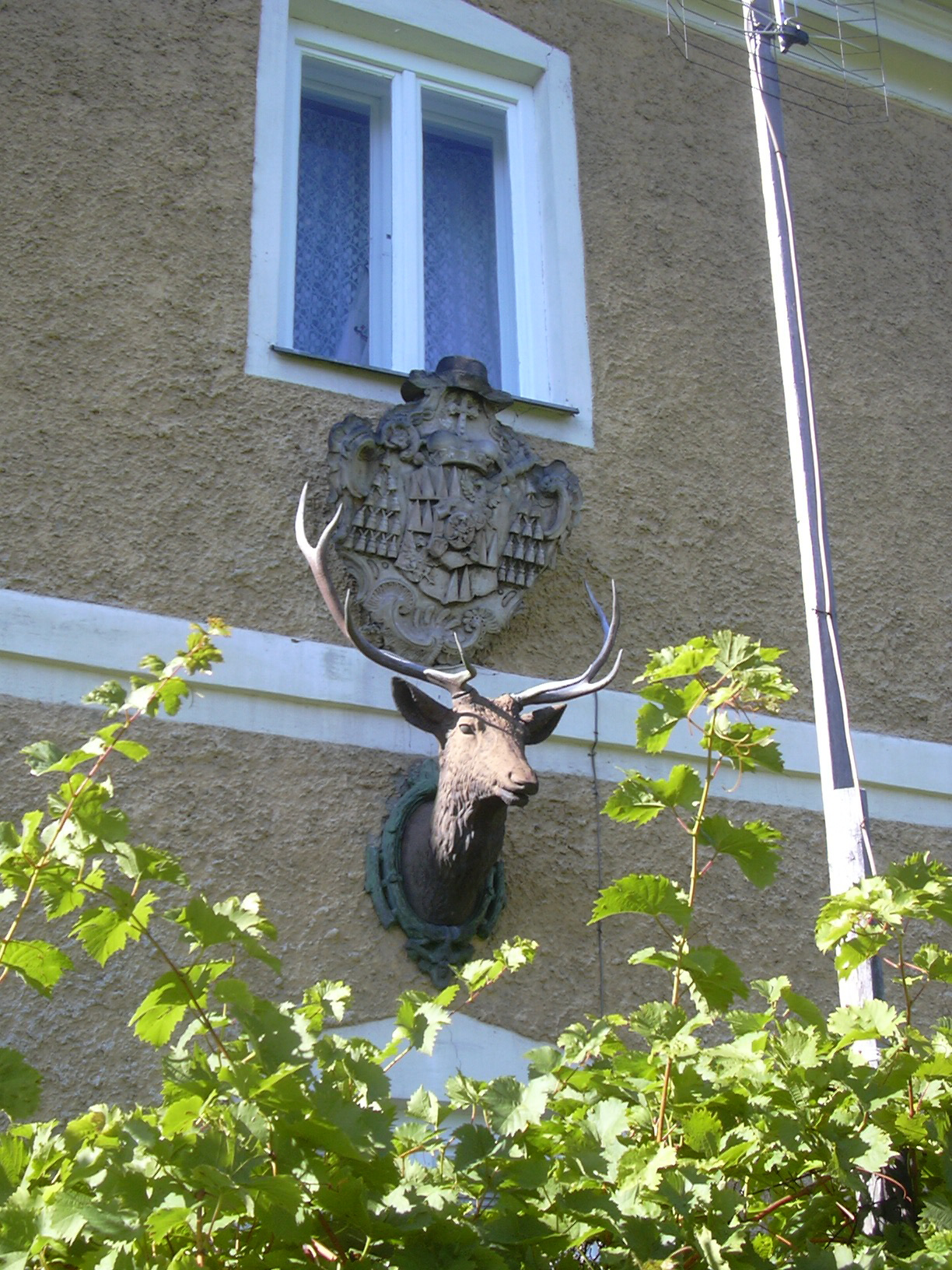
Gemehrtes Wappen des Ferdinand Julius von Troyer (Troyer von Gießbach): Bischof von Olmütz
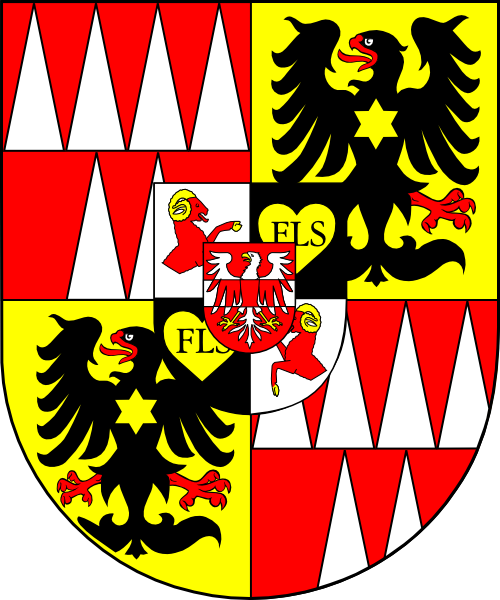
Gemehrtes Wappen des Ferdinand Julius von Troyer (Troyer von Gießbach): Bischof von Olmütz
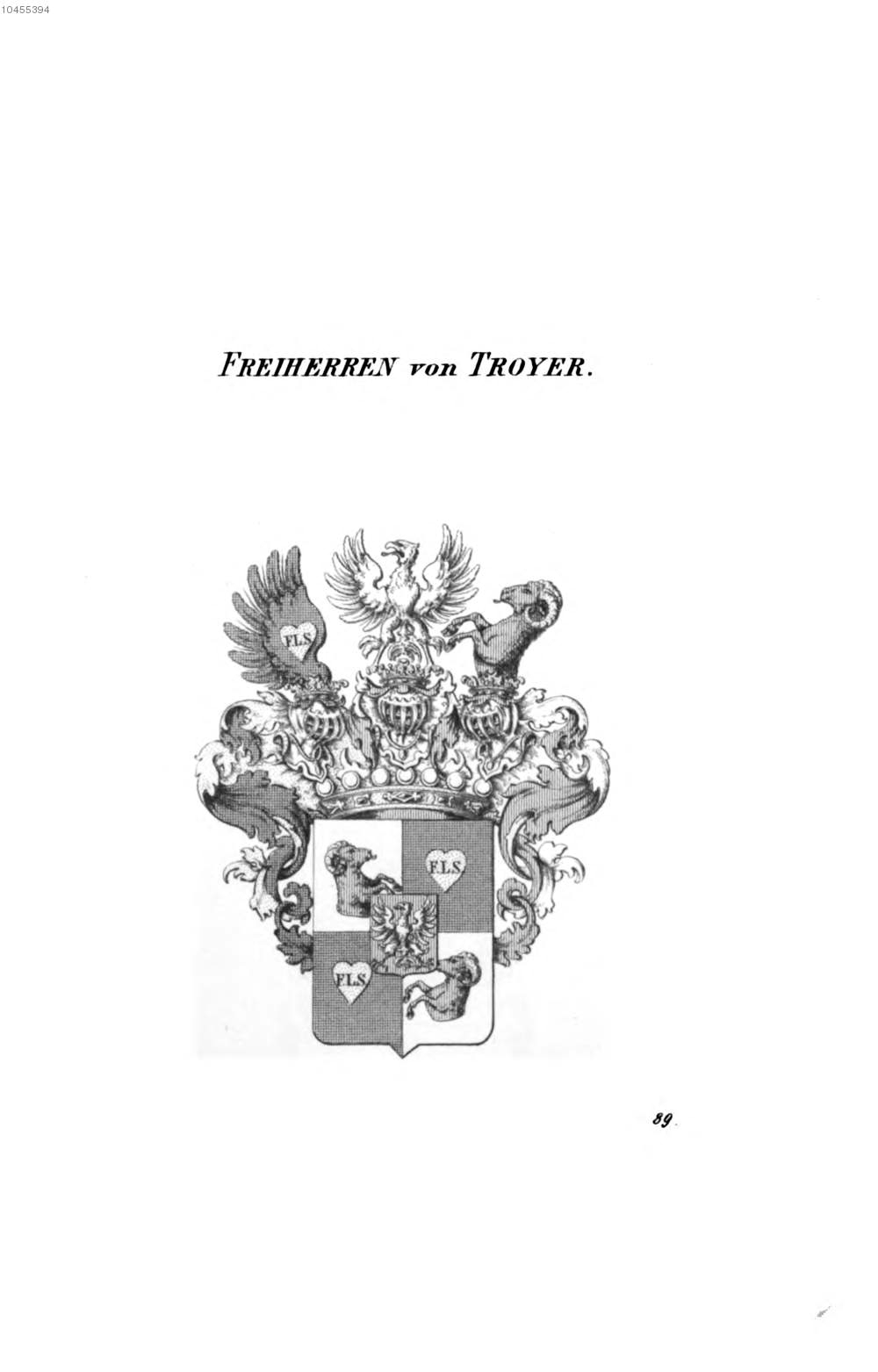
Gemehrtes Wappen der Freiherren von Troyer, nach Tyroff
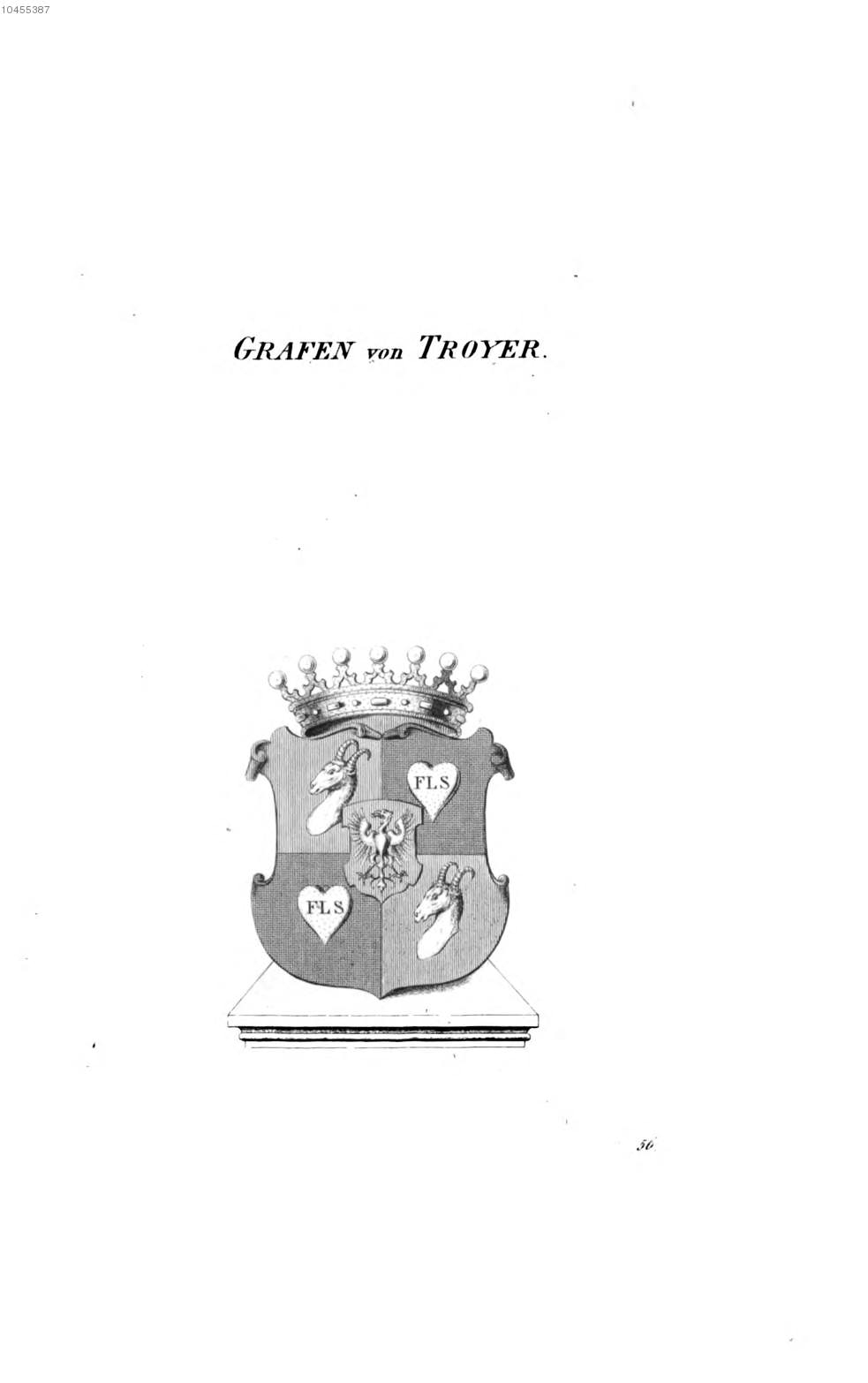
Gemehrtes Wappen der Grafen von Troyer, nach Tyroff
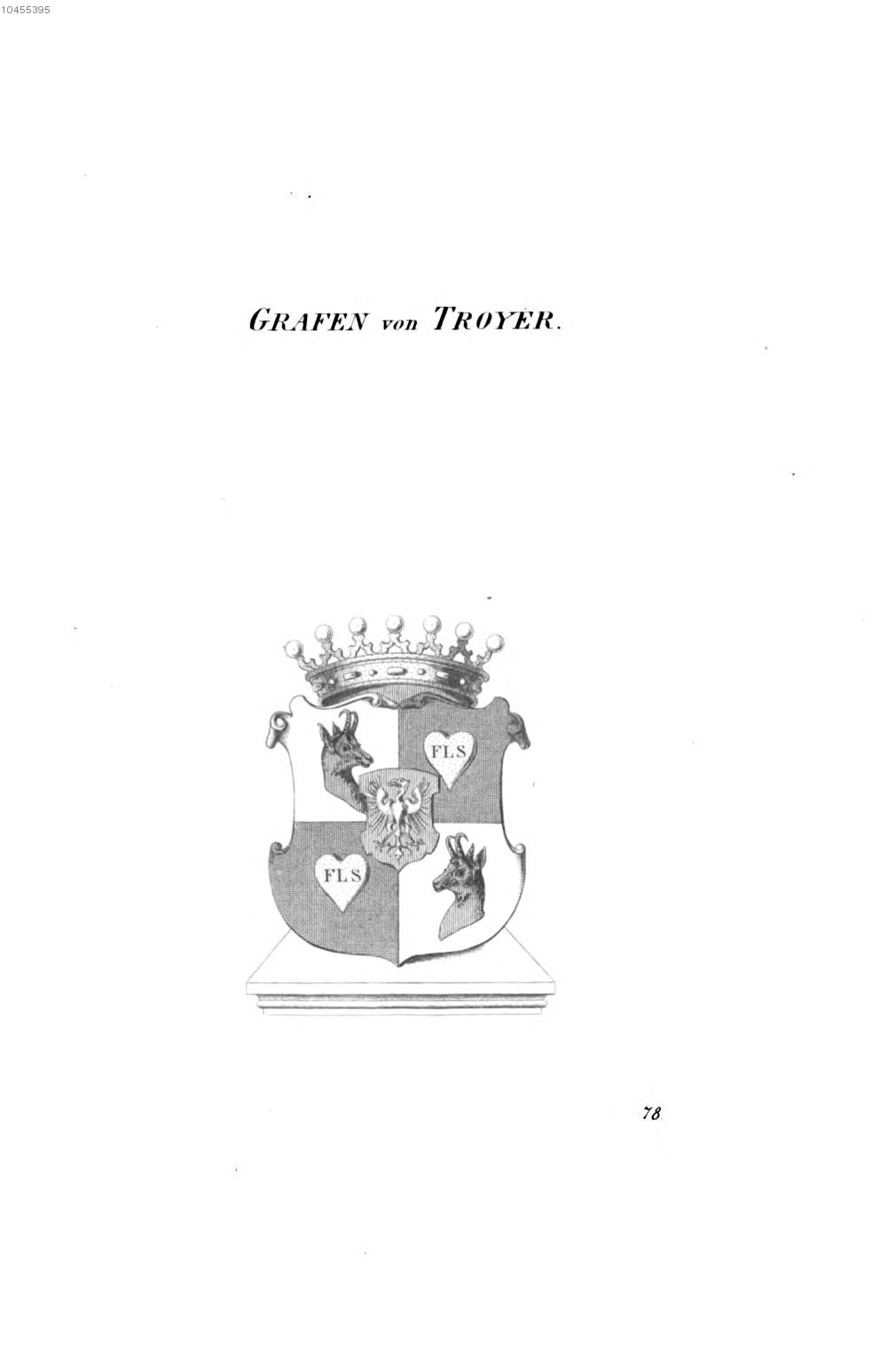
Gemehrtes Wappen der Grafen von Troyer, nach Tyroff